# Jean-François Roth
 (juillet 2007).
Si vous disposez d'ouvrages ou d'articles de référence ou si vous connaissez des sites web de qualité traitant du thème abordé ici, merci de compléter l'article en donnant les références utiles à sa vérifiabilité et en les liant à la section « Notes et références ».
Pour les articles homonymes, voir Roth.
Jean-François Roth, né à Courtételle le 1er février 1952, est un homme politique suisse du canton du Jura, membre du Parti démocrate-chrétien (PDC).

## Biographie
Fils d'un mécanicien et d'une caissière communale, Jean-François Roth obtient sa maturité de type littéraire à Porrentruy en 1971. Après une licence en histoire en 1976 puis une licence en droit en 1981, toutes deux à l'Université de Fribourg, il obtient son brevet d'avocat et exerce au barreau à Delémont de 1984 à 1994.
Engagé dans la Question jurassienne, il participe à la fondation des Jeunesses démocrates chrétiennes du Jura, qu'il préside en 1978. Il est député au parlement jurassien de 1979 à 1987 et le préside la dernière année de sa dernière législature.
Il est élu au Conseil des États de 1987 à 1994, où il est notamment membre des commissions de gestion, de la sécurité sociale et de la santé publique et président de la commission des institutions politiques. En parallèle, il est président du PDC du canton du Jura de 1989 à 1994
En 1994, il est élu au gouvernement jurassien, où il dirige le département de l'économie et de la coopération jusqu'en 2006 et s'occupe en particulier de la Question jurassienne. Il est président du gouvernement en 1999 et 2004. En mai 2004, il essuie un échec personnel avec le rejet de son projet de relance économique et démographique "Jura, Pays ouvert" par 53,5 % des voix.
En 1999, il est candidat au Conseil fédéral. Soutenu par la gauche, il sort en tête aux 1er et 2e tours, mais il est finalement éliminé au 5e tour, arrivant derrière Peter Hess, soutenu par la droite, et Joseph Deiss, qui sera finalement élu. En 2001, il est ambassadeur de l'Exposition nationale suisse de 2002.
Jean-François Roth annonce sa retraite politique le 1er février 2006 et quitte le gouvernement jurassien le 31 décembre 2006. Il est remplacé par Michel Probst à la tête du département de l'économie.
En novembre 2007, il est nommé président de Suisse Tourisme par le Conseil fédéral. Il prend également la présidence de la Radio Télévision suisse romande (RTSR). Il quitte ces deux postes fin 2019,.
Il préside le Conseil de surveillance de l'Autorité intercantonale de surveillance des jeux d'argent (anciennement Commission fédérale des loteries et paris) depuis le 1er juillet 2006. Depuis 2016, il est également parrain de la Fête de la Tête de Moine.

## Vie privée
Bien qu'il ait toujours refusé de s'exprimer sur sa vie privée, celle-ci était de notoriété publique dans son canton et son silence a été critiqué.

## Publication
- Jean-François Roth, Le catholicisime politique jurassien entre libéralisme et ultramontanisme (1873-1896), Fribourg, Éditions universitaires, 1992